# Pariana campestris
Pariana campestris är en gräsart som beskrevs av Jean Baptiste Christophe Fusée Aublet. Pariana campestris ingår i släktet Pariana och familjen gräs. Inga underarter finns listade i Catalogue of Life.